# Lubomino (gmina)
Pour le village, voir Lubomino.
Le gmina Lubomino est une gmina rurale du powiat de Lidzbark (district) dans la voïvodie de Varmie-Mazurie (région) dans le Nord de la Pologne. La capitale est la ville de Lubomino, qui se situe environ 24 km à l'ouest de Lidzbark Warmiński et 36 km au nord-ouest de la capitale régionale Olsztyn.
La gmina couvre une superficie de 149,56 km2 pour une population de 3 717 habitants.

## Géographie
La gmina inclut les villages de Biała Wola, Bieniewo, Ełdyty Małe, Ełdyty Wielkie, Gronowo, Karbówka, Lubomino, Piotrowo, Rogiedle, Różyn, Samborek, Świękity, Wapnik, Wilczkowo, Wójtowo, Wolnica, Zagony et Zajączki.
La gmina borde les gminy de Dobre Miasto, Lidzbark Warmiński, Miłakowo, Orneta et Świątki.